# 小夏鈍帆
（Koge-Donbo，1976年2月27日—），以前筆名為，在2008年4月15日改至現在的名稱，在中國大陸常譯為小夏鈍帆，是一名漫畫家兼插画家。出生於日本東京。因創作Di.Gi.Charat而成名。
據Animage2002年三月號的Koge-Donbo專訪，小夏鈍帆的筆名是在她看過IQ博士后，對於漫畫家鳥山明抱持一種景仰，於是便以鳥山明的貓的名字「Koge」作為名字，再加上「Donbo」，意為哭與災難，集合而成。
是她的另一個畫漫畫用的筆名。

## 簡介
從Di.Gi.Charat的風格予以偏向男性愛好者為主。但現在尤以較吸引女中學生。讀者的年齡層也相對的較廣。
她的作畫偏向可愛而華麗的風格。角色方面，多是表面是光明的角色，但底蘊卻藏著短暫的黑暗及惡毒的作風。Di.Gi.Charat、貓神家族等短篇作品都帶著不同程度的這類風格，跟迷糊天使、小女神花鈴、悼念少女的孔雀舞曲等中長篇那種由憂鬱作品的風格形成了兩派截然不同的作風。
因自言愛好日本歷史的關係，加上喜愛和風的日式主題，特別是以明治、大正昭和初期為背景的舞台，所以作品滲入了不少日本近代史的元素，例如迷糊天使中的御手洗家族的設定便偏向這風格。在小女神花鈴的後記中，作者更指出這部作品原意是偏向歐陸色彩，可是在故事中後期，巳相繼引入和風的溫泉。

## 其他記事
- 父母從事清潔業，對漫畫、插畫這行業非常反對，也曾遭扔掉所有畫具。可是她仍抱有非常強烈的意志。一方面作為公司職員一邊工作，另一方面卻專業得完全脫稿的情況出現。

- 在大學專攻獸醫學，亦加入了合氣道社。

- 愛好黑白棋、旅行。也曾學寶生流（日语：宝生流）的能劇，並且出現於發佈會。以往曾學習鋼琴，但現在還是學著小提琴。

- 為《哈利波特》的愛好者，也曾發表多幅圍繞著《哈利波特》的作品。

- 因接受準分子激光原位角膜磨鑲術(LASIK)的成因患上圆锥角膜病，因接受準分子激光原位角膜磨鑲術而發病率平均為數萬分之一。原稿工作因此變得困難，於2009年接受眼部手術。在這段期間雖然減少連載頁數，但卻沒有停載。

- 於2011年1月29日發售的《月刊Comic Blade》發表的目錄評記中發表結婚的消息，同日也於其網誌提及。

## 作品列表

### 漫畫
- Di Gi Charat系列
- 花丸忍法帳（1997年）＊名義
- 迷糊天使（ぴたテン，1999-2003年；已動畫化）
- 戀姬草紙（2003-2004年）
- 遙
- 相撲王 （スモ王，2004年；暫停連載）＊名義
- 貓神家族（ヨキ、コト、キク。，2006年）＊名義
- 小狐妖可兒（こんこんここん，2004-2006年）
- （2002-2005年；已動畫化）
  - 花鈴的魔法戒chu（かみちゃまかりんchu，2006-2008年）
  - 花鈴的魔法戒+（かみちゃまかりん+）
  - 花鈴的魔法戒chu+（かみちゃまかりんchu+）
- 悼念少女的孔雀舞曲（亡き少女の為のパヴァーヌ，2008-2011年）
- 心跳!小珠（どきどき!たまタン，2009-2010年）
- 妻子是萌系漫畫家（2011-2016年）

### 人物設定
- 小小雪精灵（原案）
- 銀河天使（制服部分）
- 公主協奏曲
- Aquarian Age
- Welcome to Pia Carrot!!G.O. ~Grand Opening~ (制服部分)

### 其他
- 化物語（第7集Endcard）
- 寶石寵物 Happiness（真知子的漫畫）
- 甜夢貓＊名義